# Односи Црне Горе и Уједињених нација
Односи Црне Горе и Уједињених нација су односи Црне Горе и Организације Уједињених нација.
Резолуцију о пријему Црне Горе у УН, Савјет безбједности је донио на сједници од 22. јуна 2006. године. Генерална скупштина Уједињених нација је на сједници од 28. јуна 2006. године одлучила да одобри пријем Црне Горе у УН, чиме је Црна Гора постала 192. чланица ОУН (после Црне Горе је једино примљен Јужни Судан као 193. чланица).
Након пријема у УН, Црна Гора је отворила своје мисије и именовала сталне представнике при УН у Њујорку, Бечу и Женеви. Уласком у Уједињене нације, Црна Гора је покренула процедуру и, до сада, ступила у чланство скоро свих агенција УН и специјализованих организација из система УН.

## Стални представник Црне Горе при УН у Њујорку
- Зељко Перовић, амбасадор
- Небојша Калуђеровић, амбасадор 2006 − 2010